# Covid-19 ground zéro
Pour plus de détails, voir Fiche technique et Distribution.
Covid-19 ground zéro est un film français réalisé par Mustafa Ozgun, sorti en 2023.
Ce film dramatique retrace les relations entre deux personnages à New York durant le confinement de la pandémie de Covid-19. Son scénario est basé sur des récits de travailleurs du milieu hospitalier.
Le film est présenté pour la première fois au public en avant-première au Festival du film de Colmar en 2021, puis lors du 25e festival Dances With Films au TCL Chinese Theatre à Hollywood, en 2022.
Le film est sélectionné dans de nombreux festivals et remporte 14 prix, dont le prix de la meilleure actrice et du meilleur acteur au Moonwhite Film Festival en 2022, celui de Best Cinematographer et Best Story  au Focus Film Festival en 2022,  ainsi que Best Foreign Film au Saint Andreu de la Barca Festival.

## Synopsis
Le film suit Jessie, une infirmière travaillant à New York en première ligne pendant la pandémie de COVID-19, et son petit ami Andy, un technicien de Broadway licencié à cause de la fermeture des théâtres. Alors que leur couple vit une relation heureuse, leur quotidien se trouve bouleversé alors que Jessie fait face aux défis émotionnels et physiques de son travail. La situation d'Andy se complique, car il se retrouve sans emploi dans une ville durement touchée par les fermetures prolongées de nombreux secteurs. Obligés de vivre cloitrés lorsque Jessie contracte la maladie, leur vie bascule dans l'horreur.

## Fiche technique
- Titre original : Covid-19 ground zero
- Réalisation : Mustafa Ozgun
- Scénario : Mustafa Owgun Laura Weissbecker
- Musique : Marco Valerio Antonini
- Photographie : Mustafa Ozgun
- Producteurs : Donald Kushner, Laura Weissbecker, Mustafa Ozgun
- Société de production : Babel Tower Films
- Pays de production :  France
- Langue originale : Anglais
- Genre : drame, romance
- Durée : 86 minutes
- Date de sortie : 21 janvier 2023

## Distribution
- Laura Weissbecker : Jessie
- Cyril Durel : Anders
- Audrey Giacomimi : Lin
- Brandon Sutton : Jimmy
- Eason Yuming Cai : Wong
- Shuengit Chow : Min

## À noter
- La production commence lorsque le réalisateur Mustafa Ozgun, en plein montage de son film Happy Night lors du confinement en 2020, décide de vouloir monter un huis-clos pour témoigner de cette époque. Il parle de son projet à l'actrice Laura Weissbecker avec qui il avait travaillé sur l'un de ses précédent films : Le Voleur rose[4]. Laura est très intéressée par le sujet, elle-même ayant eut des problèmes de santé proche des symptômes du Covid-19, et décide de s'investir dans le film, d'une part au niveau de l'écriture et d'autre part au niveau de la production.
- Le film a été tourné en 12 jours en France[1], puis des prises supplémentaires sont effectuées à New York pour les extérieurs.
- La musique originale du film est composée par Marco Valerio Antonini, à l'exception de deux titres : Maximilen Mathevon compose le titre Remember their lives, et Elena Maro le titre New York is Tough.